# Municipio de Waubonsie
El municipio de Waubonsie (en inglés: Waubonsie Township) es un municipio ubicado en el condado de Ringgold en el estado estadounidense de Iowa. En el año 2010 tenía una población de 78 habitantes y una densidad poblacional de 1,97 personas por km².

## Geografía
El municipio de Waubonsie se encuentra ubicado en las coordenadas 40°42′44″N 94°21′34″O / 40.71222, -94.35944. Según la Oficina del Censo de los Estados Unidos, el municipio tiene una superficie total de 39.59 km², de la cual 39,32 km² corresponden a tierra firme y (0,67 %) 0,27 km² es agua.

## Demografía
Según el censo de 2010, había 78 personas residiendo en el municipio de Waubonsie. La densidad de población era de 1,97 hab./km². De los 78 habitantes, el municipio de Waubonsie estaba compuesto por el 94,87 % blancos, el 1,28 % eran afroamericanos, el 1,28 % eran asiáticos, el 1,28 % eran de otras razas y el 1,28 % eran de una mezcla de razas. Del total de la población el 2,56 % eran hispanos o latinos de cualquier raza.